# Operace Chasida
Operace Chasida (hebrejsky: מבצע חסידה, Mivca Chasida doslova Operace Čáp) byla vojenská akce provedená na přelomu března a dubna 1948 počátkem první izraelsko-arabské války, respektive během takzvané občanské války v Palestině, krátce před koncem britského mandátu nad Palestinou, tedy před vznikem státu Izrael, židovskými jednotkami Hagana.

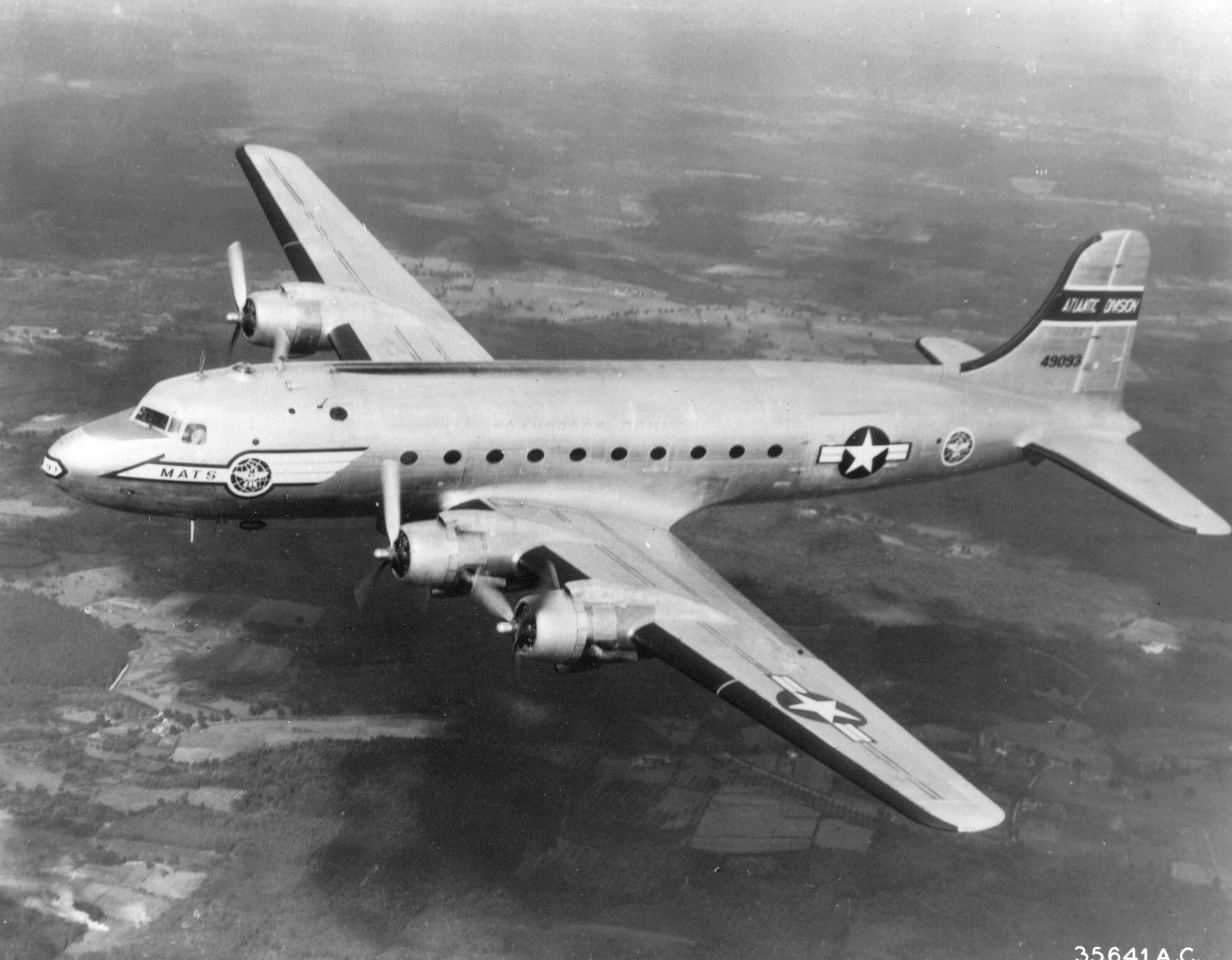
Letoun C-54 Skymaster použitý pro dovoz zbraní

Jejím cílem bylo dopravit letecky do mandátní Palestiny zásilku zbraní z Československa. Vzhledem k trvající, byť končící britské vládě nemohli Židé volně dopravovat do země zbraně. Vojenská situace židovské komunity se přitom zhoršovala. Jeruzalém se ocitl v arabském obklíčení a židovské konvoje z pobřežní nížiny do Jeruzaléma blokovali arabští ostřelovači v soutěsce Ša'ar ha-Gaj (Báb al-Vád). Za tohoto stavu se Židé snažili potají navázat kontakty se zahraničními obchodníky se zbraněmi a tyto zbraně ilegálně propašovat do mandátní Palestiny. Na Operaci Chasida se podílela rodící se Brigáda Giv'ati, která zajišťovala pozemní podporu. Letadlo typu Douglas C-54 Skymaster se zbraněmi československé výroby přistálo v noci 1. dubna 1948 na opuštěném letišti poblíž arabské vesnice Bajt Daras jižně od Tel Avivu. Přistávací pruh byl zrekonstruován bez vědomí Britů i okolních Arabů a byl provizorně osvětlen pro navigační účely. V letadle bylo 200 pušek a 40 lehkých kulometů, které v té době představovaly výraznou posilu pro místní Židy. Zbraně byly pak ještě během dubna úspěšně nasazeny během Operace Nachšon, která dokázala dočasně prolomit arabskou blokádu Jeruzaléma. Šlo o první skutečnou zbraňovou dodávku pro palestinské Židy. Po vzniku státu Izrael na ni hned navázala Operace Balak, rovněž s československými zbraněmi. Nyní již jako oficiální zbraňový kontrakt.